# 熱帶風暴丹尼爾
熱帶風暴丹尼爾（英語：Tropical Storm Daniel）是历史上最致命的地中海热带气旋，其在利比亚造成了灾难性的破坏，也影响了欧洲东南部及非洲北部的部分地区，成为了目前有记录以来死亡人数最多、损失最大的地中海热带气旋，也是自2008年气旋纳尔吉斯以来全球死亡人数最多的气旋。它也是2023年迄今为止最致命的天气事件。

## 氣象歷史
在2023年的9月份，伊奥尼亚海上空形成一个低压区域，其表面温度在热带过渡范围内 。2023年9月4日，这个低压区在巴尔干半岛上空向南移动，并在塞萨利地区导致暴雨。翌日，这一大气扰动在伊奥尼亚海上空变性成地中海气旋，希腊国家气象局将其命名为副热带风暴丹尼尔。在接下来的几天里，这一天气系统向东南方向移动，速度达到了它的顶峰，由Metop 上的仪器测得的一分钟持续风速为 45 节（83 公里/小时；52 英里/小时）。

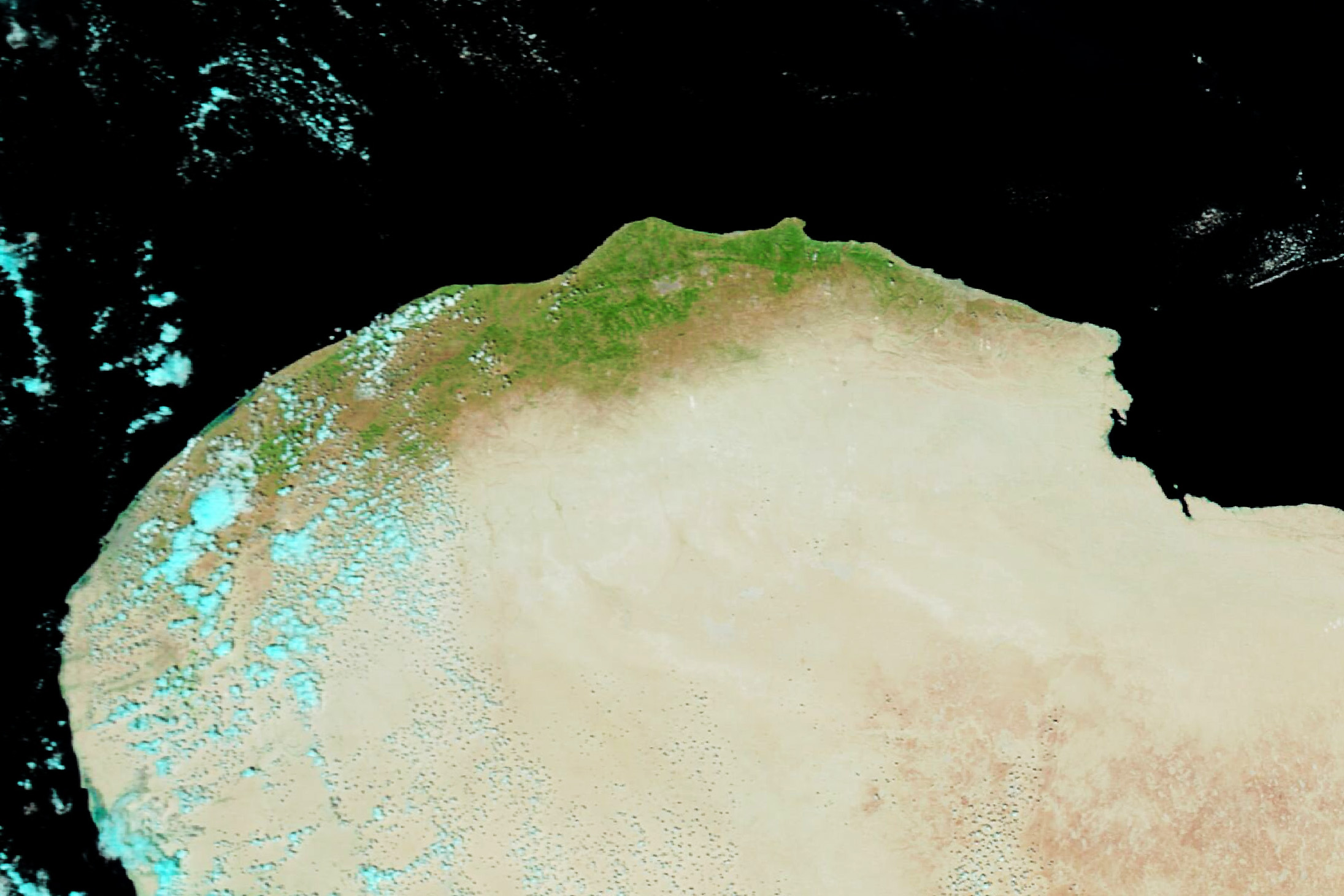
这是2023年9月7日，在飓风丹尼尔到访前利比亚北部的卫星影像。

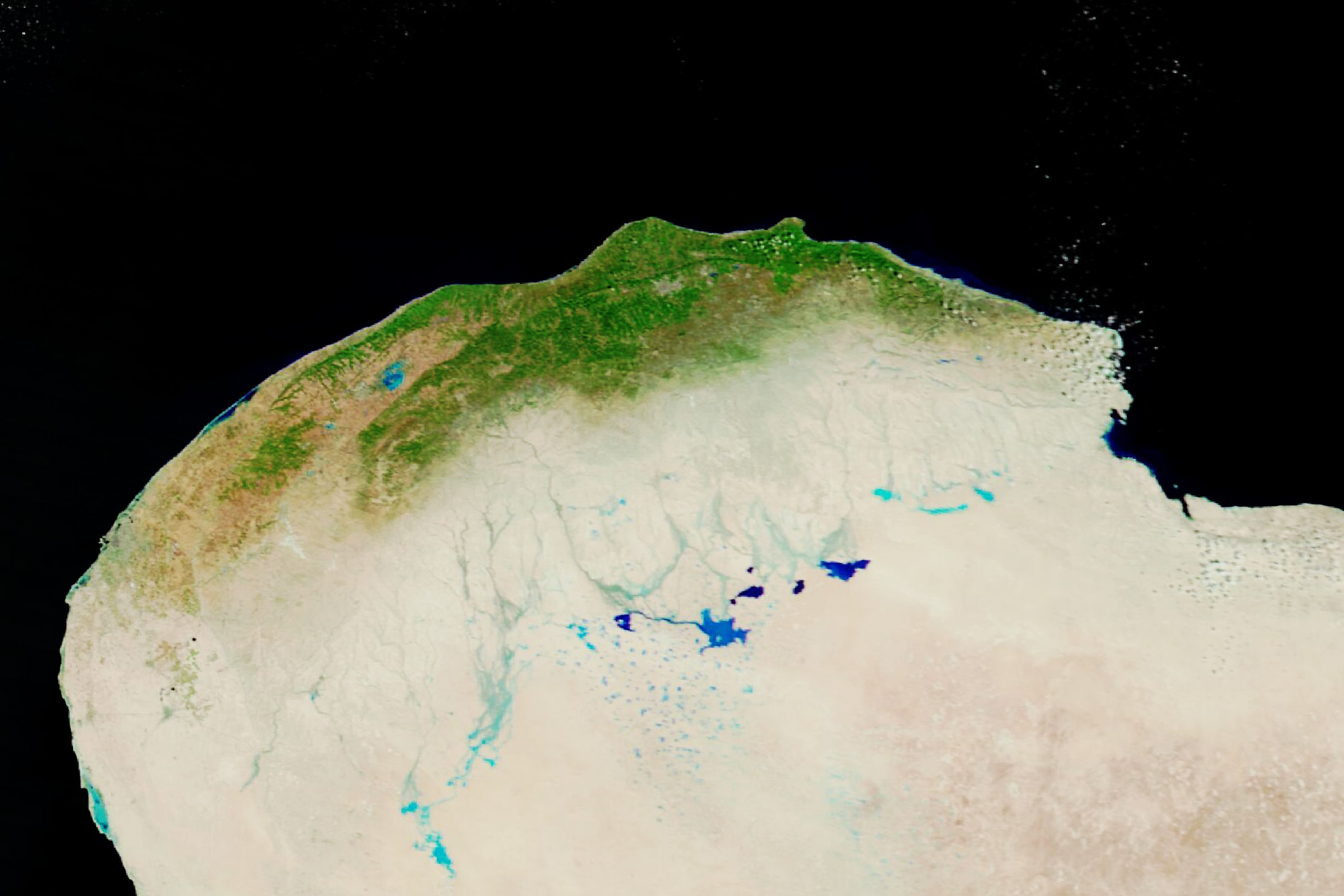
这是2023年9月13日，在飓风丹尼尔到访后利比亚北部的卫星影像。

这一天气系统于9月10日在利比亚的班加西市附近登陆。它向东行驶，继续深入内陆，然后退化为一个低压区域。到9月12日，它完全消散了。

## 影响

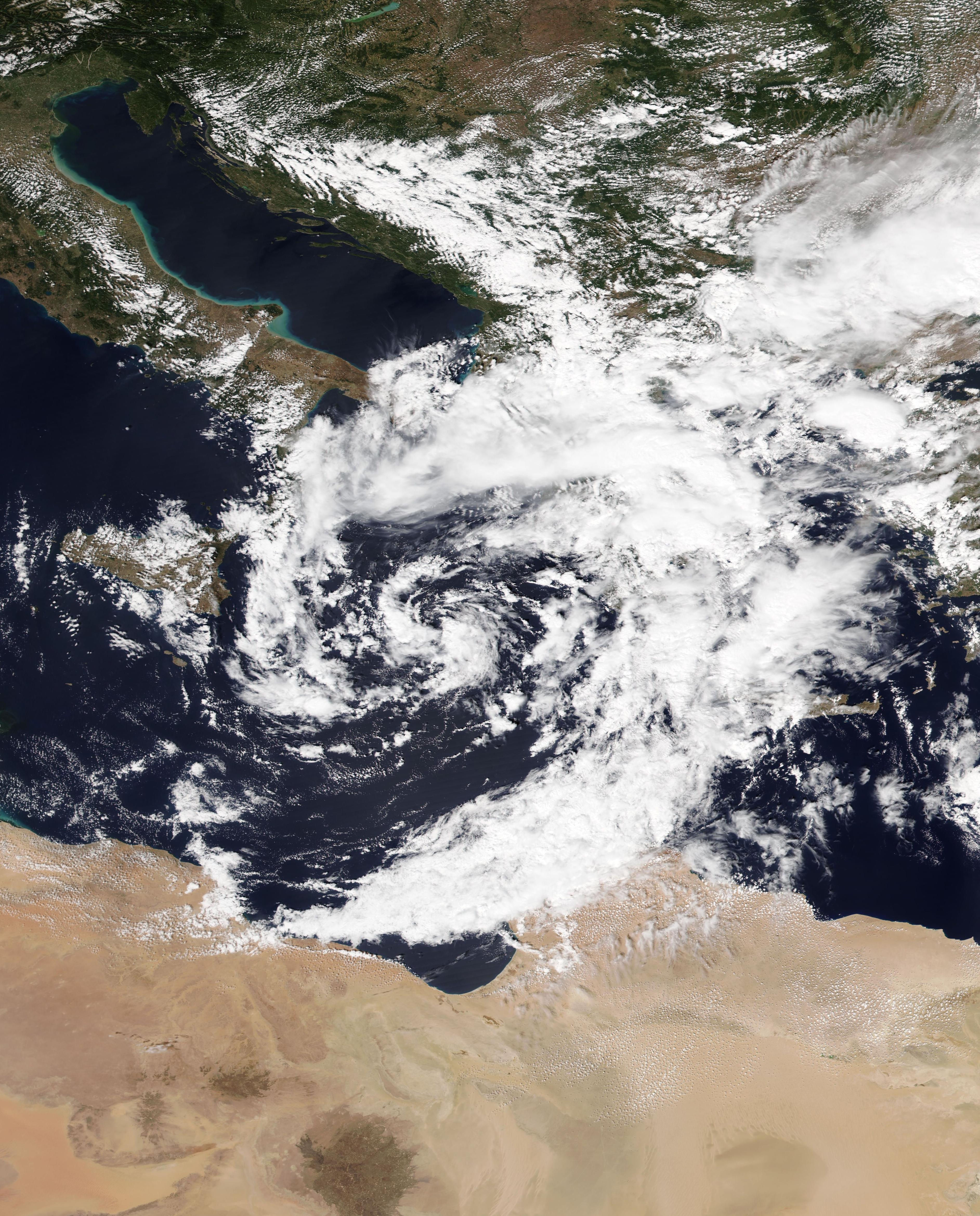
2023年9月5日的副熱帶風暴丹尼尔

丹尼尔在希腊、土耳其和保加利亚导致强降雨天气，在三国共计导致至少27人死亡。

### 希臘

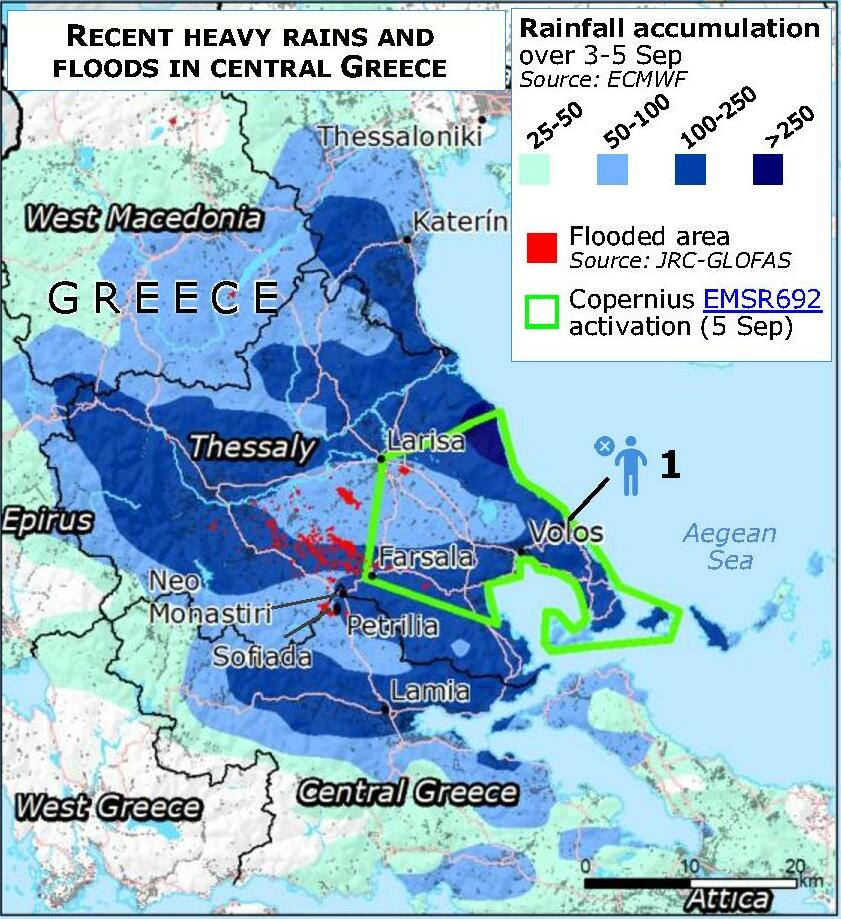
希臘中部洪水範圍

9月5日，希臘色薩利發生洪水，造成至少一人死亡。同一天，扎戈拉村錄得1,092毫米的降雨量，是該國同月平均降雨量的55倍。波爾塔里亞降雨量達884毫米，創下了新記錄。9月6日，發源於皮利翁山的克拉夫西多納斯河氾濫，摧毀沃洛斯一座橋和一家療養院，沿途車輛、樹木和碎片也被沖走。
9月7日，連接雅典和塞薩洛尼基的高速公路關閉，火車服務亦暫停。在色薩利，超過800人從倒塌的建築物、橋樑和被淹沒的村莊中獲救。9月8日，流經拉里薩的皮尼奧斯河氾濫，水位達到9.5米，超出正常水位5.5米。

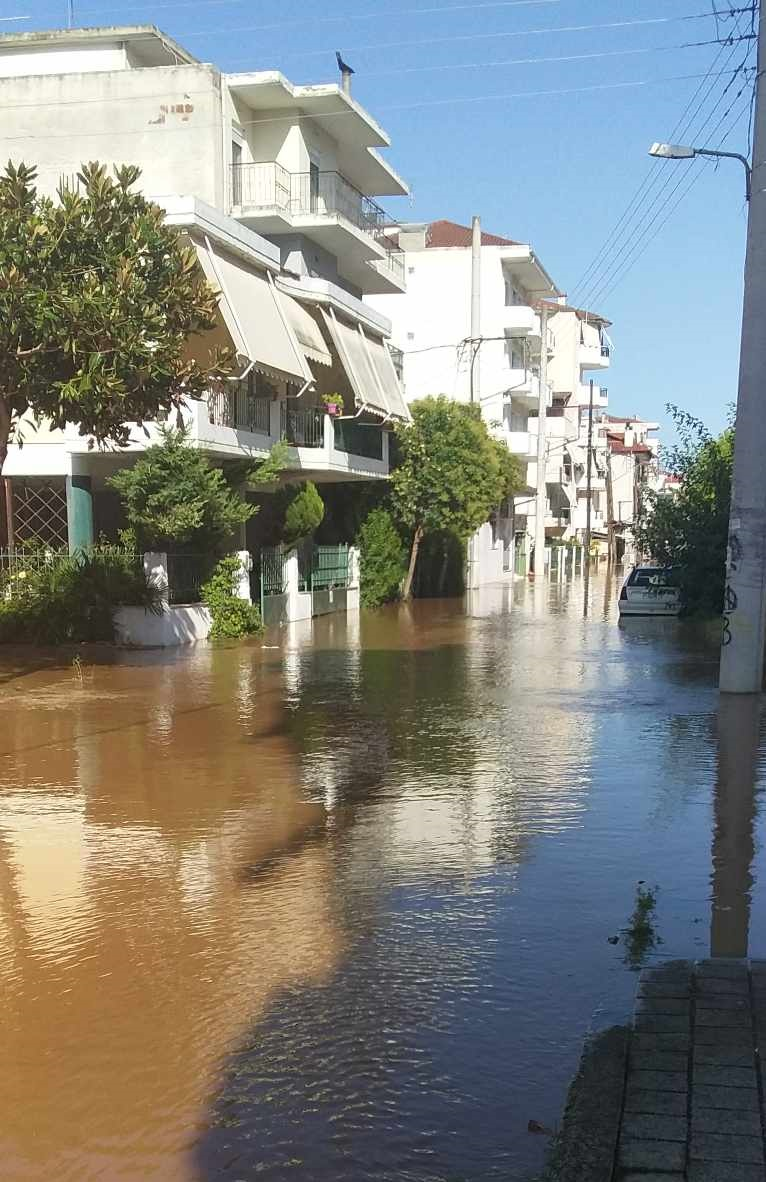
希腊拉里薩一條被淹浸的街道

在暴雨發生後，哥白尼計劃的快速測繪服務啟動，根據9月7日哨兵1號的數據分析顯示洪水面積約為73,000公頃。氣象學家把這場風暴列為希臘自1930年有記錄以來最嚴重的風暴。色薩利約佔希臘農業產量的15%，洪水毀壞了該年剩餘的農作物，土壤也變得貧瘠，需要5年的時間才能完全恢復。色薩利州長科斯塔斯·阿戈拉斯托斯表示，風暴在該區帶來的損失估計超過20億歐元。
9月10日，救援隊在希臘發現四具屍體，使該國死亡人數增加至15人，截至9月11日仍有兩人失踪。

### 土耳其
風暴期間，土耳其克爾克拉雷利發生洪水，造成5人死亡，而伊斯坦布爾的巴沙克謝希爾區和小切克梅杰區有2人死亡。

### 保加利亞
保加利亞東南部布爾加斯州沿岸及附近村莊被淹沒，被迫疏散。察雷沃地區一座橋樑倒塌，三人被捲走，另一人在城鎮附近溺水身亡。保加利亞東北部圖倫諾沃附近海域出現水龍捲。

### 利比亚
風暴導致利比亚东部地区發生的洪灾造成至少11000人死亡。利比亚东部德尔纳的两座水坝坍塌，造成整个地区灾难性的破坏，瓦迪德尔纳河（Wadi Derna）因山洪决堤。風暴“丹尼尔”已造成德尔纳约5200人死亡，另有约5000人失踪。德尔纳的四分之一遭洪水侵袭或被淹没水中。德尔纳有3.5万人流离失所。红十字会表示死亡人数预计将急剧上升，据报有至少1万人失踪。贝达至少有46人死亡。苏萨7人死亡。苏萨整体被洪水冲毁。舍哈特和奥马尔穆赫塔尔两地共7人死亡。
9月18日，利比亚国民代表大会任命的政府总理宣布解散德尔纳市议会，并将其移交调查。利比亚议会议长顾问称多个方面应对德尔纳水坝垮塌承担责任，必须予以追究。中国政府决定向利比亚提供3000万元人民币的紧急人道主义援助。

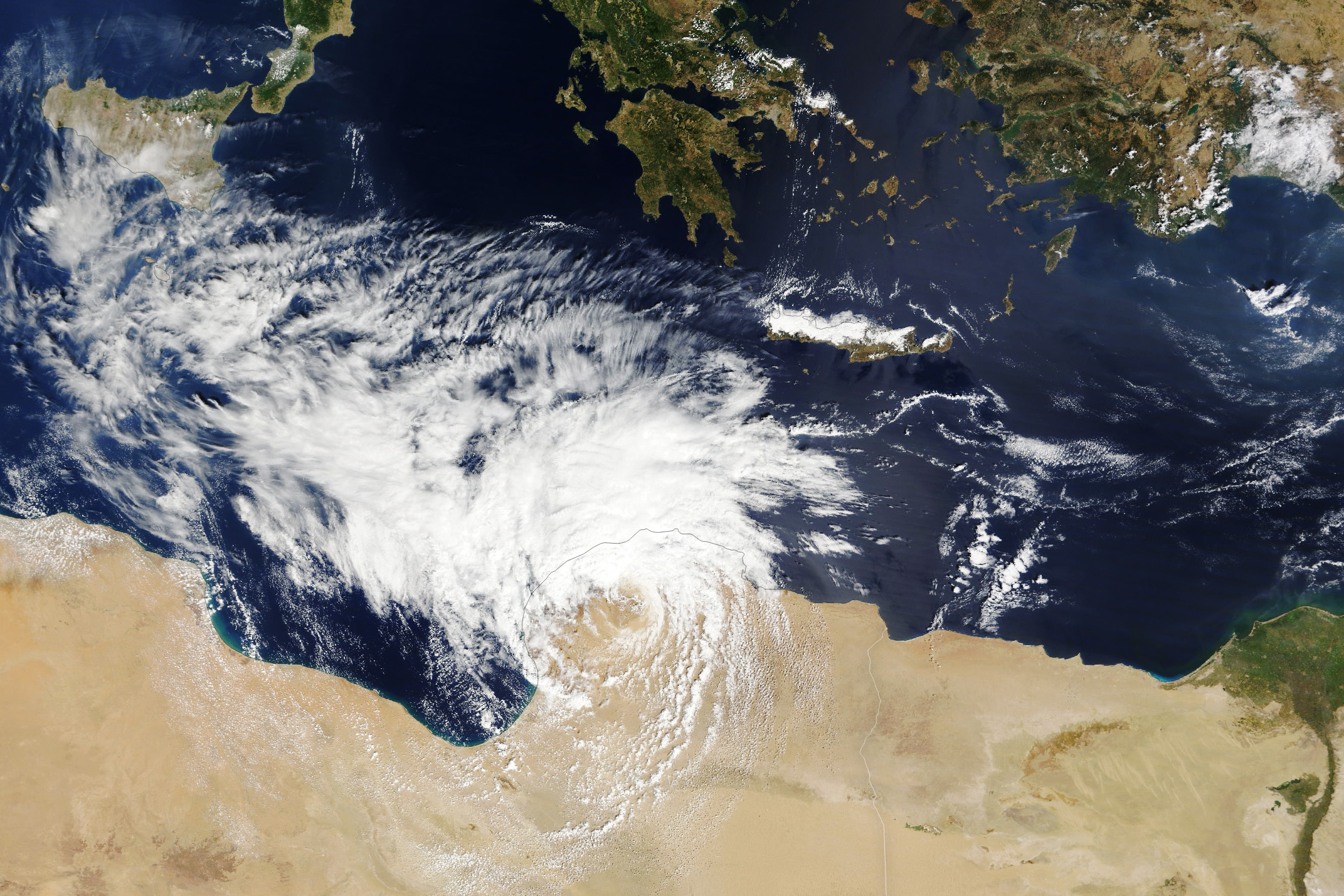
副热带风暴丹尼尔登陆后的卫星影像

### 埃及
丹尼爾在9月11日抵達埃及，該國西北部出現降雨。

### 以色列
丹尼爾的殘餘在9月13日抵達以色列，局部地區出現暴雨，造成輕微的財產損失，沒有人員傷亡。

## 后续
9月11日，利比亚总统委员会主席宣布，德尔纳、贝达和舍哈特为灾区。利比亚民族团结政府宣布，全国进入为期三天的哀悼。
利比亞国民军领导人哈利法·哈夫塔尔派遣军队前往灾区救援。卡塔尔、土耳其、埃及等国向利比亚提供援助。突尼斯、德国、卡塔尔、伊朗、马耳他、土耳其和阿拉伯联合酋长国承诺向利比亚提供人道主义援助。
9月12日晚些时候，第一批救援车队抵达德尔纳。9月14日，德尔纳港重新向运送人道主义援助物资的船只开放。同一天，利比亚救护和紧急服务局宣布，德尔纳的剩余居民将被疏散，城区只对救援队开放。
9月16日，红十字会与红新月会国际联合会表示，利比亚受洪灾影响人口超过80万人。